# Campionati del mondo di freestyle 2013 - Halfpipe maschile
La gara di halfpipe maschile ai campionati mondiali di freestyle 2013 si è svolta a Oslo il 4 e il 5 marzo 2013, con la partecipazione di 33 atleti da 15 nazioni.

## Risultati

### Qualificazione
Gli atleti sono stati divisi in 2 gruppi. Si sono qualificati alla finale i primi 4 di ogni gruppo e i 4 migliori punteggi.
| Pos. | Bib | Nome                   | Nazione                   | Run 1 | Run 2 | Note |
| ---- | --- | ---------------------- | ------------------------- | ----- | ----- | ---- |
| 1    | 11  | Matt Margetts          | Canada                    | 90,0  | 39,6  | Q    |
| 2    | 2   | David Wise             | Stati Uniti               | 86,4  | 89,8  | Q    |
| 3    | 1   | Torin Yater-Wallace    | Stati Uniti               | 88,4  | 54,6  | Q    |
| 4    | 8   | Joffrey Pollet-Villard | Francia                   | 86,8  | 20,2  | Q    |
| 5    | 3   | Mike Riddle            | Canada                    | 85,2  | 6,8   | Q    |
| 6    | 4   | Thomas Krief           | Francia                   | 83,8  | 34,8  | Q    |
| 7    | 10  | Antti-Jussi Kemppainen | Finlandia                 | 80,4  | 83,2  | Q    |
| 8    | 12  | Simon Dumont           | Stati Uniti               | 83,0  | 8,8   | Q    |
| 9    | 5   | Aaron Blunck           | Stati Uniti               | 25,8  | 82,8  | Q    |
| 10   | 18  | Simon d'Artois         | Canada                    | 80,6  | 64,2  | Q    |
| 11   | 7   | Noah Bowman            | Canada                    | 78,2  | 79,0  | Q    |
| 12   | 6   | Kevin Rolland          | Francia                   | 78,6  | 67,0  | Q    |
| 13   | 37  | Beau-James Wells       | Nuova Zelanda             | 77,8  | 65,2  |      |
| 14   | 16  | Peter Crook            | Isole Vergini Britanniche | 76,0  | 75,8  |      |
| 15   | 21  | Jon Anders Lindstad    | Norvegia                  | 58,2  | 73,8  |      |
| 16   | 20  | Lyndon Sheehan         | Nuova Zelanda             | 61,4  | 72,2  |      |
| 17   | 15  | Frederick Iliano       | Svizzera                  | 71,2  | 60,6  |      |
| 18   | 22  | Murray Buchan          | Gran Bretagna             | 65,8  | 68,8  |      |
| 19   | 9   | Josiah Wells           | Nuova Zelanda             | 42,8  | 66,6  |      |
| 20   | 23  | Gurimu Narita          | Giappone                  | 59,4  | 62,8  |      |
| 21   | 25  | Kristopher Atkinson    | Canada                    | 37,8  | 61,0  |      |
| 22   | 26  | Pavel Nabokich         | Russia                    | 29,8  | 57,8  |      |
| 23   | 33  | Peter Speight          | Gran Bretagna             | 56,2  | 34,4  |      |
| 24   | 17  | Kiyoshi Terada         | Giappone                  | 51,4  | 44,6  |      |
| 25   | 32  | Nikolaj Najdenov       | Bulgaria                  | 47,6  | 49,4  |      |
| 26   | 27  | Pëtr Kordjuk           | Russia                    | 48,8  | 44,0  |      |
| 27   | 31  | Marc Christen          | Liechtenstein             | 47,0  | 45,0  |      |
| 28   | 13  | Kentaro Tsuda          | Giappone                  | 45,4  | 42,4  |      |
| 29   | 30  | Artëm Glebov           | Russia                    | 15,6  | 42,4  |      |
| 30   | 24  | Kim Kwang-Jin          | Corea del Sud             | 9,4   | 40,0  |      |
| 31   | 28  | Markus Kaiser          | Liechtenstein             | 22,4  | 38,6  |      |
| 32   | 19  | Nils Lauper            | Svizzera                  | 25,4  | 20,0  |      |
| 33   | 34  | Konstantinos Liketsos  | Grecia                    | 19,0  | 12,6  |      |

### Finale
Gli atleti hanno effettuato due run; per la classifica valeva il punteggio migliore.
| Pos.    | Bib | Nome                   | Nazione     | Run 1 | Run 2 |
| ------- | --- | ---------------------- | ----------- | ----- | ----- |
| Oro     | 2   | David Wise             | Stati Uniti | 96,2  | 86,8  |
| Argento | 1   | Torin Yater-Wallace    | Stati Uniti | 95,6  | 31,6  |
| Bronzo  | 4   | Thomas Krief           | Francia     | 93,6  | 94,2  |
| 4       | 3   | Mike Riddle            | Canada      | 72,6  | 89,2  |
| 5       | 10  | Antti-Jussi Kemppainen | Finlandia   | 86,8  | 27,8  |
| 6       | 5   | Aaron Blunck           | Stati Uniti | 84,2  | 28,4  |
| 7       | 6   | Kevin Rolland          | Francia     | 28,2  | 80,8  |
| 8       | 12  | Simon Dumont           | Stati Uniti | 78,4  | 16,0  |
| 9       | 18  | Simon d'Artois         | Canada      | 5,0   | 76,8  |
| 10      | 7   | Noah Bowman            | Canada      | 13,6  | 76,2  |
| 11      | 11  | Matt Margetts          | Canada      | 30,8  | 65,2  |
| 12      | 8   | Joffrey Pollet-Villard | Francia     | 9,4   | 32,2  |

- Risultati delle qualificazioni (PDF), su fis-ski.com. URL consultato il 6 marzo 2013 (archiviato dall'url originale il 19 marzo 2013).
- Risultati della finale (PDF), su fis-ski.com. URL consultato il 6 marzo 2013 (archiviato dall'url originale il 19 marzo 2013).